# Cantón Rocafuerte
Cantón Rocafuerte är en kanton i Ecuador.   Den ligger i provinsen Manabí, i den västra delen av landet, 230 km väster om huvudstaden Quito. Antalet invånare är 33 736. Arean är 280 kvadratkilometer.
Terrängen i Cantón Rocafuerte är kuperad åt sydost, men åt nordväst är den platt.